# Selección de fútbol sub-20 de Tailandia
La Selección de fútbol sub-20 de Tailandia es el equipo que representa al país en el Mundial Sub-20, en el Campeonato sub-20 de la AFF y en el Campeonato sub-19 de la AFC; y es controlado por la Asociación de Fútbol de Tailandia.

## Palmarés
- Campeonato Juvenil de la AFC: 2

1962, 1969
- Campeonato sub-19 de la AFF: 4

2002, 2007, 2009, 2015
- Trofeo Hassanal Bolkiah: 2

2005, 2007

## Participaciones

### Mundial Sub-20
- de 1977 a 2025 : No clasificó

### Copa Asiática Sub-20 de la AFC
| Año            | Resultado        | J            | G            | E            | P            | GF           | GC           |
| -------------- | ---------------- | ------------ | ------------ | ------------ | ------------ | ------------ | ------------ |
| 1959           | Primera ronda    | 6            | 4            | 1            | 1            | 17           | 8            |
| 1960           | Fase de grupos   | 3            | 1            | 0            | 2            | 4            | 9            |
| 1961           | 3.º lugar        | 5            | 4            | 0            | 1            | 14           | 6            |
| 1962           | Campeón          | 6            | 3            | 1            | 1            | 14           | 2            |
| 1963           | 3.º lugar        | 6            | 3            | 1            | 2            | 15           | 8            |
| 1964           | Fase de grupos   | 3            | 0            | 1            | 2            | 1            | 7            |
| 1965           | Fase de grupos   | 4            | 1            | 1            | 2            | 1            | 3            |
| 1966           | 3.º lugar        | 6            | 3            | 2            | 1            | 9            | 4            |
| 1967           | Cuartos de final | 3            | 2            | 0            | 1            | 12           | 1            |
| 1968           | Segunda ronda    | 5            | 1            | 1            | 3            | 7            | 10           |
| 1969           | Campeón          | 5            | 4            | 1            | 0            | 18           | 4            |
| 1970           | Fase de grupos   | 3            | 1            | 0            | 2            | 12           | 4            |
| 1971           | Fase de grupos   | 3            | 0            | 1            | 2            | 1            | 6            |
| 1972           | 4.º lugar        | 6            | 3            | 0            | 3            | 11           | 7            |
| 1973           | Cuartos de final | 3            | 1            | 1            | 1            | 5            | 2            |
| 1974           | 4.º lugar        | 6            | 4            | 0            | 2            | 15           | 4            |
| 1975           | No participó     | No participó | No participó | No participó | No participó | No participó | No participó |
| 1976           | 3.º lugar        | 7            | 2            | 2            | 3            | 8            | 8            |
| 1977           | No participó     | No participó | No participó | No participó | No participó | No participó | No participó |
| 1978           | No participó     | No participó | No participó | No participó | No participó | No participó | No participó |
| 1980           | 4.º lugar        | 4            | 1            | 0            | 3            | 6            | 5            |
| 1982           | No clasificó     | No clasificó | No clasificó | No clasificó | No clasificó | No clasificó | No clasificó |
| 1985           | 4.º lugar        | 3            | 0            | 0            | 3            | 3            | 13           |
| de 1986 a 1990 | No clasificó     | No clasificó | No clasificó | No clasificó | No clasificó | No clasificó | No clasificó |
| 1992           | Fase de grupos   | 4            | 1            | 0            | 3            | 5            | 13           |
| 1994           | 3º Lugar         | 6            | 3            | 1            | 2            | 9            | 6            |
| 1996           | Fase de grupos   | 4            | 1            | 1            | 2            | 3            | 7            |
| 1998           | Fase de grupos   | 4            | 1            | 3            | 0            | 6            | 2            |
| 2000           | Fase de grupos   | 4            | 0            | 1            | 3            | 4            | 13           |
| 2002           | Fase de grupos   | 3            | 0            | 1            | 2            | 2            | 7            |
| 2004           | Fase de grupos   | 3            | 1            | 1            | 1            | 3            | 4            |
| 2006           | Fase de grupos   | 3            | 1            | 0            | 2            | 3            | 5            |
| 2008           | Fase de grupos   | 3            | 1            | 0            | 2            | 3            | 4            |
| 2010           | Fase de grupos   | 3            | 0            | 1            | 2            | 1            | 3            |
| 2012           | Fase de grupos   | 3            | 1            | 0            | 2            | 3            | 6            |
| 2014           | Cuartos de final | 4            | 2            | 0            | 2            | 6            | 8            |
| 2016           | Fase de grupos   | 3            | 0            | 0            | 3            | 3            | 10           |
| 2018           | Cuartos de final | 4            | 1            | 1            | 2            | 9            | 14           |
| 2023           | No clasificó     | No clasificó | No clasificó | No clasificó | No clasificó | No clasificó | No clasificó |
| 2025           | Fase de grupos   | 3            | 0            | 1            | 2            | 3            | 9            |
| Total          | 32/39            | 141          | 52           | 25           | 64           | 230          | 223          |

### Campeonato sub-19 de la AFF
| AFF U20 Youth Championship | AFF U20 Youth Championship | AFF U20 Youth Championship | AFF U20 Youth Championship | AFF U20 Youth Championship | AFF U20 Youth Championship | AFF U20 Youth Championship | AFF U20 Youth Championship |
| Año                        | Ronda                      | J                          | G                          | E                          | P                          | GF                         | GC                         |
| -------------------------- | -------------------------- | -------------------------- | -------------------------- | -------------------------- | -------------------------- | -------------------------- | -------------------------- |
| 2002                       | Campeón                    | 6                          | 5                          | 1                          | 0                          | 24                         | 6                          |
| 2005                       | Fase de grupos             | 4                          | 2                          | 0                          | 2                          | 13                         | 6                          |
| 2006                       | 3º Lugar                   | 3                          | 1                          | 0                          | 2                          | 3                          | 6                          |
| 2007                       | 3º Lugar                   | 5                          | 3                          | 1                          | 1                          | 18                         | 3                          |
| 2008                       | 4º Lugar                   | 4                          | 1                          | 0                          | 3                          | 4                          | 6                          |
| 2009                       | Campeón                    | 5                          | 3                          | 2                          | 0                          | 8                          | 3                          |
| 2010                       | Finalista                  | 4                          | 0                          | 3                          | 1                          | 2                          | 3                          |
| 2011                       | Campeón                    | 6                          | 5                          | 1                          | 0                          | 17                         | 2                          |
| 2012                       | No participó               | -                          | -                          | -                          | -                          | -                          | -                          |
| 2013                       | Fase de grupos             | 5                          | 1                          | 1                          | 3                          | 16                         | 12                         |
| 2014                       | 3º Lugar                   | 4                          | 2                          | 0                          | 2                          | 9                          | 6                          |
| 2015                       | Campeón                    | 6                          | 6                          | 0                          | 0                          | 29                         | 2                          |
| Total                      | 10/11                      | 48                         | 29                         | 9                          | 10                         | 143                        | 55                         |